# Звезде Гранда (11. сезона)
Једанаеста сезона музичког такмичења Звезда Гранда одржана је током 2016. и 2017. године. Формат и сценографија 11. сезоне су измењени у односу на претходне сезоне овог такмичења. Водитељски пар у овој сезони чине Воја Недељковић и Сања Ћулибрк. Представља једину сезону у којој је имало два победника, а то су били Алекса Перовић по гласању стручног жирија и Ристе Ристески по гласовима публике. 

## Стручни жири
Стручни жири у 11. сезони такмичења Звезде Гранда био је измењен у односу на 10. сезону такмичења и бројао је 6 сталних чланова. Стални чланови стручног жирија су Вики Миљковић, Јелена Карлеуша, Марија Шерифовић, Ана Бекута, Драган Стојковић Босанац и Аца Лукас. Од ове сезоне постоји и тајанствени члан жирија чији идентитет гледаоци сазнају у другом делу емисије. Тајанствени чланови жирија су велике регионалне звезде. Продукцијски жири као и претходне сезоне чине Саша Поповић и Снежана Ђуришић.

## Суперфинале
Суперфинале се одржало 28. јуна 2017. године у студију на Кошутњаку. Сви стални чланови стручног жирија заједно са великим регионалним звездама гласали су у финалу. Гласало се по евровизијском систему, жири је давао кандидатима оцене од 1 до 12 (без 9 и 11). Победник 11. сезоне такмичења "Звезде Гранда" по гласовима стручног жирија је Алекса Перовић. Такође, у суперфиналу гласала је и публика. Победник 11. сезоне такмичења "Звезде Гранда" по гласовима публике је Ристе Ристески.
| Финалисти               | Број гласова стручног жирија | Пласман   |
| Алекса Перовић          | 418                          | 1. место  |
| Армин Дедић             | 350                          | 2. место  |
| Ристе Ристески          | 318                          | 3. место  |
| Аднан Незиров           | 283                          | 4. место  |
| Сања Васиљевић          | 275                          | 5. место  |
| Сандра Решић            | 201                          | 6. место  |
| Кристина Нина Јовановић | 154                          | 7. место  |
| Предраг Радуновић       | 108                          | 8. место  |
| Јована Васић            | 96                           | 9. место  |
| Дамир Џакић             | 93                           | 10. место |
| Маријана Челар          | 85                           | 11. место |
| Денис Кадрић            | 71                           | 12. место |
| Драгица Златић          | 42                           | 13. место |
| ----------------------- | ---------------------------- | --------- |

| Финалисти               | Број гласова публике | Пласман   |
| Ристе Ристески          | 76 226               | 1. место  |
| Армин Дедић             | 66 714               | 2. место  |
| Аднан Незиров           | 37 941               | 3. место  |
| Денис Кадрић            | 26 421               | 4. место  |
| Предраг Радуновић       | 15 146               | 5. место  |
| Алекса Перовић          | 14 305               | 6. место  |
| Дамир Џакић             | 10 506               | 7. место  |
| Сандра Решић            | 10 062               | 8. место  |
| Сања Васиљевић          | 7 324                | 9. место  |
| Кристина Нина Јовановић | 3 839                | 10. место |
| Маријана Челар          | 3 428                | 11. место |
| Драгица Златић          | 3 242                | 12. место |
| Јована Васић            | 3 067                | 13. место |
| ----------------------- | -------------------- | --------- |